# Íslendings þáttr sögufróða
Íslendings þáttr sögufróða (La historia del  sabio cuentista islandés) en un relato corto (o þáttr) sobre un joven escaldo de Islandia de la corte de Harald III de Noruega. Es un þáttr escrito hacia el siglo XIII, y conservado en los manuscritos Morkinskinna y Hulda-Hrokkinskinna.

## Sinopsis
Un joven islandés recibe el trabajo de entretener al hird del rey Haraldr Sigurðarson con sagas que cumple con creces y es bien remunerado. Pero se acerca Yule y el muchacho se encuentra triste. El rey pronto se dio cuenta por qué: el islandés había contado todas las historias que conocía, pero una en particular, que se referían las expediciones de Haraldr el extranjero, no se atrevió. El rey le ordenó que le relatase la historia durante las festividades de Yule y tras escucharle, el rey se vio complacido porque era fiel a los hechos y le preguntó cómo lo sabía. El muchacho respondió que él lo había aprendido de Halldór Snorrason, que había sido uno de los compañeros de viaje de Haraldr.
Se ha sugerido que Íslendings þáttr sögufróða pudo estar incluido en Morkinskinna con el fin de autentificar la biografía de Haraldr en el extranjero.